# Presence of Mind
Presence of Mind è un film del 1999 diretto da Antoni Aloy, tratto dal romanzo Il giro di vite di Henry James.